# 卡穆利區
卡穆利區是非洲中部國家烏干達的111個區之一，由東部區負責管轄，首府是卡穆利，海拔高度1,100米，距離金賈約74公里，主要的經濟產業有捕魚業和農業，2010年人口估計為554,100。

## 外部連結
- Kamuli District page at Aboutuganda.com（页面存档备份，存于）

00°55′N 33°06′E / 0.917°N 33.100°E